# Kent Olsson
Kent Olsson, né en 1958, est un athlète suédois spécialiste de la course d'orientation. Il a remporté le titre de champion du monde en individuel lors des championnats de Gérardmer en 1987.

## Palmarès
| Épreuve / Édition | Zalaegerszeg 1983 | Gérardmer 1987 | Skövde 1989 | Marianske-Lazne 1991 | Harrimann 1993 |
| Longue distance   | 10e               | Or             | Argent      | Argent               | 4e             |
| Courte distance   | -                 | -              | -           | Argent               | 11e            |
| Relais            | Bronze            | Bronze         | Argent      | 4e                   | 4e             |